# مسرح كاميري
مسرح كاميري (بالعبرية: התיאטרון הקאמרי‏) تأسس في عام 1944 في تل أبيب، وهو واحد من المسارح الرائدة في إسرائيل، ويوجد في مركز تل أبيب للفنون المسرحية.

## التاريخ
تأسس مسرح «كاميري» بهدف تقديم مسرحيات محلية، على عكس مسرح "هبيما " الذي تعود جذوره إلى المسرح الروسي. فقدم مسرحيات عن الحياة اليومية للناس في دولة إسرائيل الوليدة.
ومسرح كاميري هو المسرح الذي عرضت فيه المسرحية القومية الإسرائيلية مشى عبر الحقول بعد أسبوعين فقط من تأسيس دولة إسرائيل رسميًا في مايو 1948. وهي من تأليف موشيه شاميروحولت لاحقًا لفيلم سينمائي من بطولة عاصي ديان الابن الأصغر لموشيه ديان.
يقدم مسرح «كاميري» (مسرح بلدية تل أبيب) ما يصل إلى عشرة أعمال جديدة في السنة، بالإضافة إلى برنامجه من السنوات السابقة. والمسرح لديه 34000 مشترك ويستقطب 900000 متفرج سنويا.

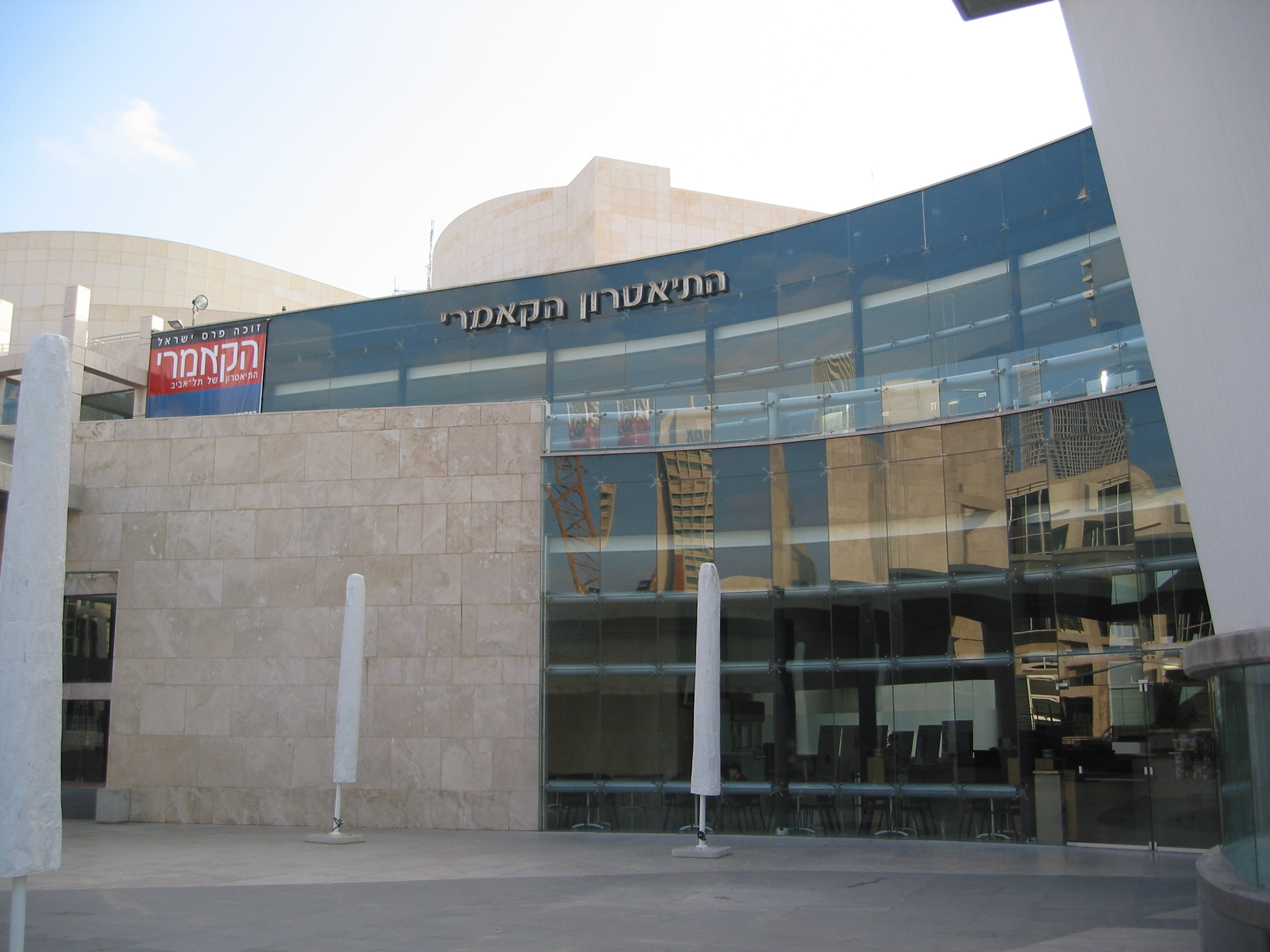
مسرح كاميري، تل أبيب

في عام 2003، انتقل المسرح إلى مجمع مركز الفنون المسرحية في تل أبيب، بجوار الأوبرا الإسرائيلية الجديدة، ومكتبة البلدية ومتحف تل أبيب للفنون.
والمسرح الجديد به خمس قاعات: كاميري واحد، وهي أكبر قاعة، بها 930 مقعدًا، وكاميري اثنان وتحتوي على 430 مقعدًا، وقاعة الصندوق الأسود وتحتوي 250 مقعدًا، وقاعة البروفات وتحتوي 160 مقعدًا 

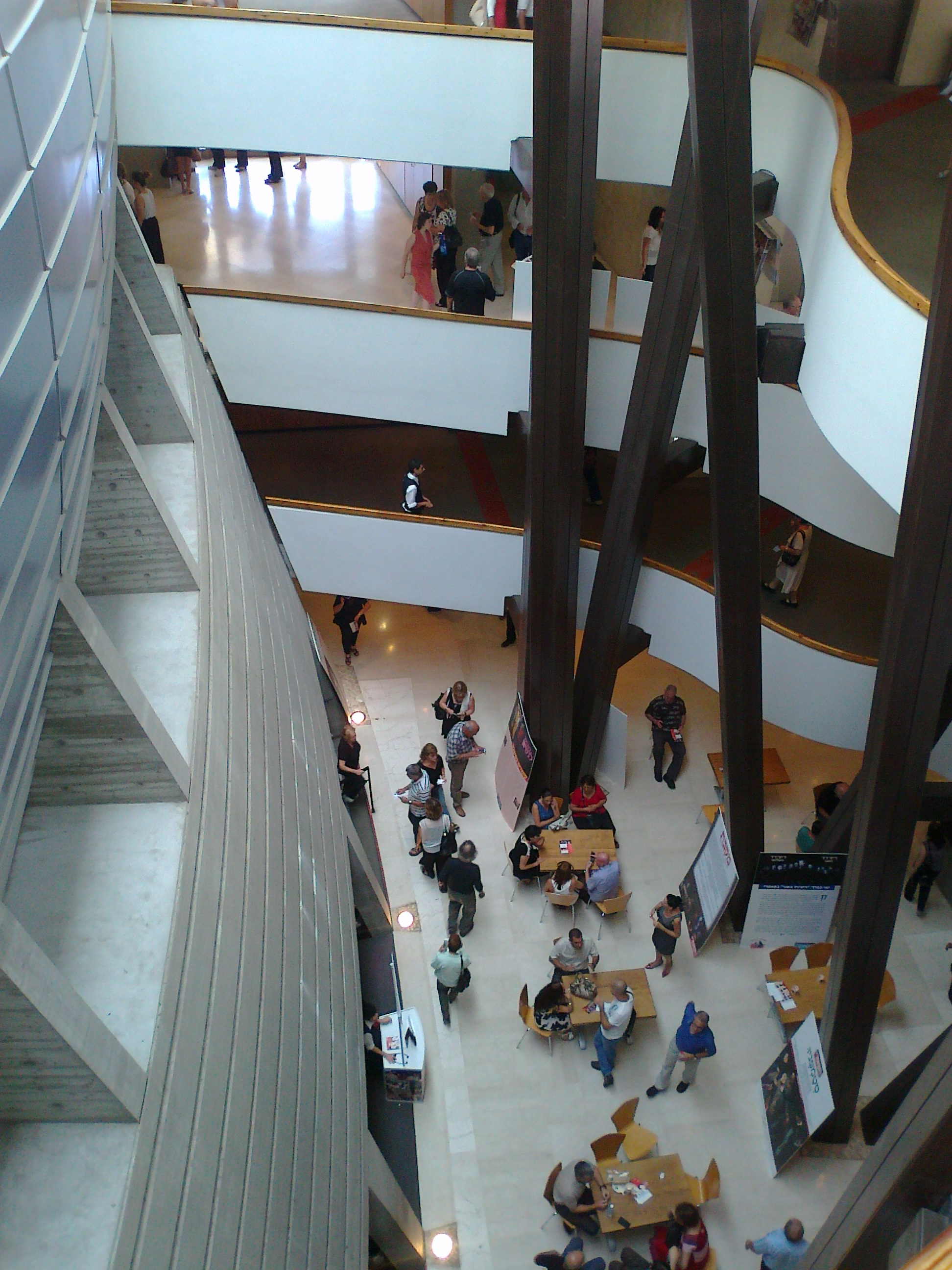
في داخل مسرح كاميري

## جوائز وتقديرات
في عام 2005، حصل مسرح كاميري على جائزة إسرائيل، لإنجازاته مدى الحياة ومساهمته الخاصة في المجتمع ودولة إسرائيل. 

## روابط خارجية
- موقع مسرح كاميري
- الموقع الرسمي لجائزة إسرائيل - صفحة مسرح كاميري (بالعبرية)
- أرشيف مسرح كاميري 1944-1948 - جامعة حيفا